# Pterolophia lateflavovittata
Pterolophia lateflavovittata là một loài bọ cánh cứng trong họ Cerambycidae.